# خاتم شرف إس إس

تصميمه.

كان خاتم شرف إس إس، والذي يطلق عليه بشكل غير رسمي Totenkopfring («خاتم الجمجمة»)، جائزة شوتزشتافل من هاينريش هيملر (SS). لم يكن من جوائز الدولة، بل هدية شخصية منحها هيملر. كان سيف شرف إس إس و خنجر شرف إس إس جوائز مماثلة.

## جائزة

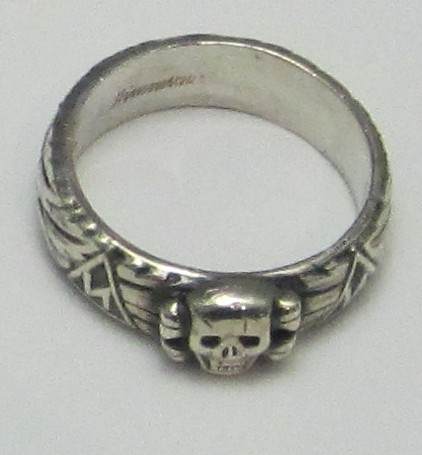
خاتم الجمجمة لأعضاء SS - نسخة طبق الأصل.

تم تقديم الحلقة في البداية إلى ضباط كبار في الحرس القديم (كان عددهم أقل من 5000). كان لكل حلقة اسم المستلم، وتاريخ الجائزة، وتوقيع هيملر محفور على الجزء الداخلي. وجاء الخاتم مع رسالة قياسية من هيملر واقتباس. كان يجب أن يرتديه فقط على اليد اليسرى، على «إصبع الخاتم». إذا تم طرد أحد أعضاء قوات الأمن الخاصة أو تقاعده من الخدمة، فيجب إعادته.

## التصميم
تم تصميم حلقة حسب اهتمام هيملر في التصوف الجرماني ويتضمن رمز توتنكوبف وأحرف رونية.

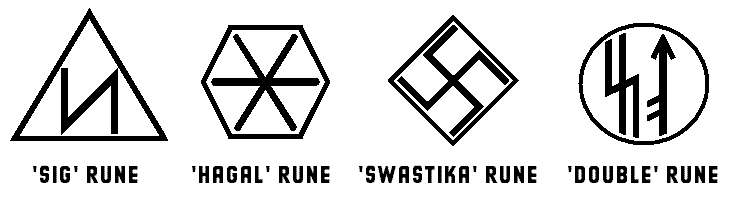
الرونية ينظر على الحلبة